# Orthostigma mandibulare
Orthostigma mandibulare är en stekelart som först beskrevs av Vladimir Ivanovich Tobias 1962.  Orthostigma mandibulare ingår i släktet Orthostigma och familjen bracksteklar. Inga underarter finns listade i Catalogue of Life.